# 神鬼獵人
《神鬼獵人》（英語：The Revenant）是一部於2015年上映的美國西部劇情片，由阿利安卓·崗札雷·伊納利圖執導和監製，並與馬克·L·史密斯一同編劇。劇本部分改編自迈克·庞克的2002年同名小說，以及靈感來自邊疆居民休·格拉斯在1823年的經歷。由莱昂纳多·迪卡普里奥、湯姆·哈迪、威爾·普爾特、多姆納爾·格里森和路卡斯·哈斯主演。
電影的開發早於2001年8月，阿奇瓦·高斯曼向龐克買下劇稿和製作權。原本由導演朴贊郁執導和山繆·傑克森主演，後來導演約翰·希爾寇特與克里斯汀·貝爾也在為本片的參與作會談。導演離開該項目後，崗札雷·伊納利圖在2011年8月接下執導一職。2014年4月，由於其他的工作項目而延遲了製作；崗札雷·伊納利圖證實他將開始拍攝《神鬼獵人》並由莱昂纳多·迪卡普里奥主演。主要攝影開始於2014年10月在加拿大不列顛哥倫比亞北面等地進行。電影2015年12月25日在美國限定戲院發行，2016年1月8日广泛上映。
電影赢得第73届金球奖最佳戲劇類影片、最佳导演和最佳戲劇類電影男主角三个奖，第69届英国电影学院奖最佳影片、最佳导演、最佳男主角、最佳摄影和最佳音效五个奖，美国导演工会奖杰出导演奖，美国演员工会奖最佳男主角奖，以及第88届奥斯卡金像奖最佳导演、最佳男主角和最佳摄影三个奖，使伊納利圖蝉联奥斯卡最佳导演奖，摄影师盧貝茲基实现奥斯卡最佳摄影奖三连冠，莱昂纳多首次夺得奥斯卡最佳男主角奖。

## 劇情
1823年，由毛皮貿易商安德魯·亨利隊長為首的一群狩獵者，來到美國密苏里领地（現為北美大平原）的一片冰雪叢林中狩獵毛皮。狩獵途中，他們遭到當地美洲原住民阿里卡拉族的伏擊，而阿里卡拉族人剛好在尋找被白人掳走的酋长的女儿，因此將他們視為威脅。狩獵隊大部分人被屠殺，餘眾逃到船上後撤離。領隊及最富經驗的毛皮獵人休·格拉斯，因為熟識當地的地形及瞭解原住民的追蹤方式，亨利於是棄船後讓格拉斯作為嚮導帶領他們徒步回去营地。隊伍中的獵人約翰·費茲傑羅對這個決定心存不满，他因為在數年前被原住民割去部分頭皮，因此對格拉斯的原住民混血兒子霍克懷有敵意。
行進路上，格拉斯獨自前去偵查时，不慎驚擾到一頭雌性灰熊的幼崽而遭灰熊攻擊，他在全身嚴重撕裂受傷瀕死的情況下將牠殺死。狩獵隊趕到發現時他已奄奄一息，把他抬到臨時擔架上載回，費茲傑羅認為格拉斯早已迴天乏術，為了逃避原住民的追擊，他認為應該把格拉斯殺掉以加快他們的行程。然而，亨利不愿意拋棄格拉斯，便懸賞讓幾個人跟格拉斯一起留下。於是，霍克、費茲傑羅、年輕獵人吉姆·布里傑自願留下，費茲傑羅承諾會留在格拉斯身邊直到格拉斯身亡，並給他一個適當的安葬。
當眾人離去後，費茲傑羅決定趁沒人時解决后患，試圖掐死格拉斯卻遭霍克發現。格拉斯拼命掙扎，身體卻動彈不得，最終無奈眼睁睁地看著費茲傑羅將無力反抗的霍克捅死後拖至別處藏屍。當布里傑折返時，費茲傑羅謊稱原住民就在附近當作藉口，命令他必須放棄格拉斯與失蹤的霍克，兩人於是將格拉斯拖到他们之前挖好的一个墓葬坑中。布里傑對此質疑，但為了生存只能與費茲傑羅離開，走前留下自己的水壺給格拉斯。隨後，格拉斯幾經辛苦從坑中爬出來，最後擁抱死去僵硬的兒子後，靠一旁的動物屍骸的骨髓來恢復體力，趕在原住民抵達前逃出森林。費茲傑羅和布里傑回到营地後，向亨利匯報已“安葬”格拉斯、而霍克不見蹤影。布里傑意識到費茲傑羅在说谎後，由於受費茲傑羅威脅而只能沉默，基於罪惡感而拒絕領取亨利給的賞金。
踏上復仇之路的格拉斯在荒山雪林中長途跋涉，一度被原住民追上卻跳河僥倖逃生，而在原野上遇到一名來自波尼族的原住民西庫克。西庫克給他食物後幫他重新縫好傷口，說自己的親人也同樣遭到滅族，但他提醒格拉斯關於「復仇是造物主的責任」；他將格拉斯扶上自己的馬，並为他搭建一个小棚子躲避暴風雪。但後來，一群法國軍隊趕到後殺死西庫克，甚至把他的屍體吊起來示眾。逃過一劫的格拉斯走到法國人的營地附近，親眼看見一個士兵正在強姦他们所擄走的阿里卡拉族酋長的女儿，於是出手相救，將酋長女兒放走後騎馬逃脫，逃跑時丢下布里傑的水壶。格拉斯逃跑後在樹下睡一晚上，而隔天早上卻再次遭遇阿里卡拉族人的追擊，最後只能騎著馬騎下懸崖，最後靠躲進死马的屍體中避过暴風雪，於隔天早上繼續穿越冰原上路。
一名倖存的法國士兵拿著布里傑的水壶到達营地求救，為了食物而供述事情經過，亨利與布里傑首先想到可能是失蹤的霍克，便組織隊伍出去尋找他。而費茲傑羅意識到格拉斯還活着時，將亨利保險箱的錢財洗劫一空後遠走高飛。夜間，亨利的隊伍在雪林中找到倖存的格拉斯，亨利帶他回去過程中得知真相，立即回營地四處尋找費茲傑羅，追問其朋友得知他即將前去德克薩斯州。亨利同時將撒謊的布里傑關押起來，但格拉斯看在他對霍克之死毫不知情的份上還是替他解圍，並要求自己加入亨利去追捕費茲傑羅。
格拉斯和亨利騎馬分頭寻找費茲傑羅時，費茲傑羅躲在暗處伏擊射殺亨利。沒能救到他的格拉斯用亨利遺體做誘餌，诱使費茲傑羅打錯目標，自己則偽裝成遺體並趁費茲傑羅前來檢查時開槍擊傷他。兩人一路跑到白雪覆盖的河岸邊進行血鬥，最終格拉斯重傷費茲傑羅，準備手刃仇人前突然看見阿里卡拉族人出現在河對岸，同時想起西庫克說過的话，於是將費茲傑羅推入河中漂到對岸，目睹他被阿里卡拉族人抓回岸上殺死，遺體也被河流沖走，由於酋长女儿已救回，他們決定放過格拉斯。完成復仇的格拉斯在樹林間蹒跚時，脑海中出現他死去的妻子對他微笑，最後目睹她慢慢消失在雪林中。

## 演員
- 里安納度·狄卡比奧[5] 飾 休·格拉斯（英语：Hugh Glass）：毛皮獵人，熟知追跡原住民及當地地形。
- 湯姆·哈迪[6] 飾 約翰·費茲傑羅（John Fitzgerald）：狩獵隊員，處處針對格拉斯父子
- 威爾·普爾特[7][8][9] 飾 吉姆·布里傑 （Jim Bridger）：年輕的狩獵隊員，生性善良卻為費茲傑羅利用
- 多姆納爾·格里森[10] 飾 安德魯·亨利（英语：Andrew Henry (fur trader)） （Andrew Henry）：毛皮貿易商兼狩獵隊隊長
- 福瑞斯·古德勒克（英语：Forrest Goodluck） 飾 霍克 （Hawk）：格拉斯之子，混血
- 保羅·安德森 飾 安德森 （Anderson）：狩獵隊員
- 克里斯托弗·瓊爾（英语：Kristoffer Joner） 飾 墨菲 （Murphy）：狩獵隊員
- 杜恩·霍華德（英语：Duane Howard） 飾 酋長 （Elk Dog）：阿里卡拉族酋長
- 米洛·納科寇（英语：Melaw Nakehk'o） 飾 波瓦卡 （Powaqa）：酋長女兒，曾為格拉斯所救
- 亞瑟·雷克勞德（英语：Arthur Redcloud） 飾 西庫克 （Hikuc）：波尼族人，曾幫助受難的格拉斯
- 路卡斯·哈斯[11] 飾 瓊斯 （Jones）：狩獵隊員
- 布萊登·佛雷切 飾 佛萊曼 （Fryman）：狩獵隊員
- 葛蕾絲·道芙（英语：Grace Dove） 飾 格拉斯妻：原住民，多以回憶片段登場

## 發行
電影2015年12月25日在美國的限定地區上映，主要鎖定第88屆奧斯卡金像獎，直到2016年1月8日才會在全國廣泛上映。英國則排於2016年1月15日上映。

## 反響

### 評價
《神鬼獵人》收穫了影評人普遍的好評，主要稱讚李奧納多·狄卡皮歐和湯姆·哈迪的表現，以及導演伊納利圖與攝影師艾曼紐爾·盧貝茲基的技術 ，然而，電影的片長卻受到批評。根據爛蕃茄上收集的403篇專業影評文章，其中314篇給出了「新鮮」的正面評價，「新鮮度」為78%，平均得分7.8分（滿分10分），而基於另一影評網站Metacritic上的50篇評論文章，其中41篇予以好評，1篇差評，8篇褒貶不一，平均分為76（滿分100）。據CinemaScore調查，觀眾的平均評價於A+至F間落於「B+」。《神鬼獵人》且在爛番茄及Metacritic上所評選的「2015年最佳電影」中，分別名列第79名與22名。

### 票房
電影在北美的總票房為1.836億美元，其他地區3.493億美元，全球總計5.33億美元。Deadline.com計算，若將總收入扣除所有預算，《神鬼獵人》淨利約6,160萬美元。
在美國及加拿大，電影於2015年12月25日有限上映，週末在紐約市和洛杉磯的4家劇院中收穫了474,560美元，平均每家收益118,640美元，在劇院平均收入中名列第二，位居《史帝夫賈伯斯》的13萬美元之後（同樣在4家劇院有限上映）。在2週的上映期間中共收穫160萬美元，之後於2016年1月18日擴展到3,371家劇院廣泛發行。
首映當天，《神鬼獵人》共收穫1,440萬美元，位居冠軍，而在首週末從3,375家劇院中進帳3,980萬美元，超過最初預測的70%，僅次於上映4週的《STAR WARS：原力覺醒》（4,240萬美元）。該片為導演阿利安卓·崗札雷·伊納利圖生涯首映票房最高的作品，以及主演李奧納多·狄卡皮歐與湯姆·哈迪的第四高。《神鬼獵人》的廣泛發行首週是2016年1月最高的首映週紀錄，隔週則與《龍兄唬弟2》競爭，但被其擊敗，僅居第二。電影在第三個週末共進帳1,600萬美元，下降了49.7%，但票房位居榜首，因東海岸大部分地區受暴風雪覆蓋，據報影響了許多電影的票房表現。下週，《神鬼獵人》被同樣由福斯發行的電影《功夫熊貓3》給超越。
| 上一届： 《龍兄唬弟2》 | 2016年美國周末票房冠軍 第4周   | 下一届： 《功夫熊猫3》  |
| 上一届： 《葉問3》     | 2016年台灣週末票房冠軍 第3周   | 下一届： 《第五毀滅》   |
| 上一届： 《葉問3》     | 2016年台北週末票房冠軍 第2-3周 | 下一届： 《第五毀滅》   |
| 上一届： 《葉問3》     | 2016年香港一週票房冠軍 第2-3周 | 下一届： 《阿公歐買尬》 |
| 上一届： 《第五毀滅》  | 2016年香港週末票房冠軍 第4周   | 下一届： 《阿公歐買尬》 |

## 書籍
| 出版日期 | 書名         | 作者      | 譯者   | 出版社 | ISBN               |
| -------- | ------------ | --------- | ------ | ------ | ------------------ |
| 2015年   | 《神鬼獵人》 | 麥可·龐克 | 沈耿立 | 高寶   | ISBN 9789863612377 |

## 奖项
| 頒獎典禮           | 獎項                 | 名字                     | 結果 |
| ------------------ | -------------------- | ------------------------ | ---- |
| 第88屆奧斯卡金像獎 | 最佳影片             |                          | 提名 |
| 第88屆奧斯卡金像獎 | 最佳導演             | 阿利安卓·崗札雷·伊納利圖 | 獲獎 |
| 第88屆奧斯卡金像獎 | 最佳男主角           | 莱昂纳多·迪卡普里奥      | 獲獎 |
| 第88屆奧斯卡金像獎 | 最佳男配角           | 湯姆·哈迪                | 提名 |
| 第88屆奧斯卡金像獎 | 最佳攝影             | 艾曼紐爾·盧貝茲基        | 獲獎 |
| 第88屆奧斯卡金像獎 | 最佳剪輯             |                          | 提名 |
| 第88屆奧斯卡金像獎 | 最佳音效剪輯         |                          | 提名 |
| 第88屆奧斯卡金像獎 | 最佳混音             |                          | 提名 |
| 第88屆奧斯卡金像獎 | 最佳化妝與髮型設計獎 |                          | 提名 |
| 第88屆奧斯卡金像獎 | 最佳服裝設計         |                          | 提名 |
| 第88屆奧斯卡金像獎 | 最佳美術設計         |                          | 提名 |
| 第88屆奧斯卡金像獎 | 最佳視覺效果         |                          | 提名 |
| 第73届金球奖       | 最佳剧情片           |                          | 獲獎 |
| 第73届金球奖       | 剧情片最佳男主角     | 莱昂纳多·迪卡普里奥      | 獲獎 |
| 第73届金球奖       | 最佳导演             | 阿利安卓·崗札雷·伊納利圖 | 獲獎 |
| 第73届金球奖       | 最佳原创配乐         | 坂本龍一                 | 提名 |

## 另見
- 《人在荒野（英语：Man in the Wilderness）》：由李察·哈里斯主演的1971年歷史電影，同樣也是敘述參考自休·格拉斯（英语：Hugh Glass）的故事。

## 外部連結
- 互联网电影数据库（IMDb）上《神鬼獵人》的资料（英文）
- 爛番茄上《神鬼獵人》的資料（英文）
- Metacritic上《神鬼獵人》的資料（英文）
- Box Office Mojo上《神鬼獵人》的資料（英文）
- AllMovie上《神鬼獵人》的资料（英文）
- 開眼電影網上《神鬼獵人》的資料（繁體中文）
- 时光网上《神鬼獵人》的資料（简体中文）
- 豆瓣电影上《神鬼獵人》的資料 （简体中文）
- YouTube上的【神鬼獵人】中文電影預告.（繁體中文）